# Heritiera littoralis
Heritiera littoralis е вид растение от семейство Слезови (Malvaceae). Видът е застрашен от изчезване.

## Разпространение
Разпространен е в Австралия, Бруней, Камбоджа, Китай, Рождество, Коморски острови, Фиджи, Гуам, Индия, Индонезия, Япония, Кения, Мадагаскар, Малайзия, Майот, Микронезия, Мозамбик, Мианмар, Нова Каледония, Северни Мариански острови, Палау, Папуа-Нова Гвинея, Филипини, Сингапур, Соломоновите острови, Сомалия, Шри Ланка, Тайван, Танзания, Тайланд, Тонга, Вануату и Виетнам.